# Ischnosiphon arouma
El guarumo, casupo o tirite  (Ischnosiphon arouma) es una hierba de la familia de las marantáceas, que se encuentra en la Amazonia y en los demás bosques tropicales desde Costa Rica hasta Brasil y en las Antillas orientales.

## Descripción
Los tallos alcanzan una altura promedio de 2 m. Hojas dispuestas en dos hileras y un solo plano a ambos lados de la rama, con pecíolo hasta de 43 cm de largo, con lámina elíptica hasta de 48 cm de longitud y 12,5 a 15 cm de ancho, margen entero y ápice acuminado. Inflorescencia en espiga con brácteas de 2 a 3,5 cm de longitud por 1,5 cm de ancho; sépalos de 22 mm de longitud por 2 mm de ancho; corola de 33 mm de largo por 1,5 mm de diámetro. Fruto en cápsula elíptica de hasta 30 mm de longitud con semilla oblonga de 15 mm de longitud.

## Uso
Las tiras desprendidas verticalmente del tallo se utilizan preferentemente para tejer los cernidores (guapas o balay), así como también para fabricar sebucanes y diversos productos de cestería.

## Taxonomía
Ischnosiphon arouma fue descrita por (Aubl.) Körn. y publicado en Nouveau Mémoires de la Société Impériale des Naturalistes de Moscou 11: 348. 1859.
Sinonimia
- Maranta arouma Aubl., Hist. Pl. Guiane 1: 3 (1775).
- Hymenocharis arouma (Aubl.) Kuntze, Revis. Gen. Pl. 2: 691 (1891).
- Maranta juncea Lam., Encycl. 2: 589 (1788).
- Calathea juncea Spreng., Syst. Veg. 1: 8 (1824).[6]